# میلرزویل (مریلند)
میلرزویل (به انگلیسی: Millersville) یک منطقهٔ مسکونی در ایالات متحده آمریکا است که در شهرستان آنا آروندل، مریلند واقع شده‌است. میلرزویل ۲۰٬۹۶۵ نفر جمعیت دارد.